# Dypsis canescens
Dypsis canescens – gatunek palmy z rzędu arekowców (Arecales). Występuje endemicznie na Madagaskarze, w prowincji Antsiranana.
Rośnie w bioklimacie średniowilgotnym. Występuje na wysokości do 500 m n.p.m.